# برفورد
برفورد (به آلمانی: Brevörde) یک شهر در آلمان است که در هولتسمیندن واقع شده‌است. برفورد ۷۵۹ نفر جمعیت دارد.